# Marko Uvodić
Marko Uvodić (poznat pod nadimkom Splićanin, Split, 27. svibnja 1877. – Split, 3. ožujka 1947.), splitski sudski djelatnik, književnik, te prvi ravnatelj Muzeja grada Splita.

## Životopis
Rođen 1877. godine u splitskome Getu od roditelja kliškog i solinskog podrijetla. Godine 1884. stupio je u pučku školu koju je završio 1889., kada je nastavio pohađati sedmogodišnju Veliku realku. Nakon mature godinu je dana pohađao Višu tehniku u Beču. Poslije studija pas sve do umirovljenja radio je na splitskome sudu, ispočetka kao činovnik, no s vremenom napredujući do glavara sudske kancelarije. Umirovljen 1922., poslije Drugoga svjetskoga rata postavljen za ravnatelja Muzeja grada Splita, no ubrzo je, 1947. preminuo. Pokopan je na splitskome groblju Lovrinac.

## Djela
Književni rad je započeo pišući kazališne recenzije za splitske listove, među kojima i za list Duje Balavac. Svoje je radove objavljivao u raznim listovima, dnevnicima, tjednicima, najviše za splitske poput novina Novo doba. Često ih je objavljivao pod inicijalima, odnosno pseudonimima. Uređivao je par periodičnih listova (Grom, Splitski krnjeval, Ježinac, Primorska pošta,...). Prvo djelo izdaje 1919. pod naslovom Spliska govorengja oliti Libar Marka Uvodića Splićanina. Poslije izdaje manja humoristična djela, sve do 1940. kada izdaje knjigu Libar Marka Uvodića Splićanina. Ulomci knjige su ekranizirani u seriji Ča smo na ovon svitu. Netom poslije smrti, 1952., objavljen je Drugi libar Marka Uvodića Splićanina. Kasnije su objavljene i druge knjige  koje su donosile već objavljenje ili neobjavljene autorove priče. U njegovom književnom djelu karakteristična je upotreba splitske čakavštine. Ilustracije koje prate njegova objavljena djela je izradio njegov Angjeo Uvodić.

## Popis djela izdanih za života autora
- Spliska govorengja oliti Libar Marka Uvodića Splićanina, Split, 1919.
- Ona od pivca, Split, 1921.
- Ona od pivca: šala u jednom činu, Split, 1926.
- Joj straja!: šala: jedna slika, Split, 1933.
- K vragu tava i jaja!: šala: jedna slika, Split, 1933.
- Stipe igra i pulenta, Split, 1933.?
- "Libar Marka Uvodića Splićanina", Zagreb, 1940